# Linea di Kármán

Strati dell'atmosfera
(non in scala).

La linea di Kármán è una linea immaginaria posta a un'altezza di 100 km (330000 ft) sopra il livello del mare che segna convenzionalmente il confine tra l'atmosfera terrestre e lo spazio esterno. La definizione di questo confine è accettata dalla Fédération Aéronautique Internationale (FAI), un organo di standardizzazione internazionale e un ente certificatore per i record aeronautici e astronautici.
La linea prende il nome da Theodore von Kármán, un ingegnere e fisico ungaro-americano che lavorò principalmente nei campi dell'aeronautica e dell'astronautica. È stata la prima persona a calcolare che l'atmosfera a queste altitudini diventa troppo rarefatta per poter permettere il volo tramite sostentamento dell'aria, in quanto un velivolo dovrebbe viaggiare a una velocità superiore alla velocità orbitale al fine di ottenere sufficiente spinta aerodinamica, ovvero portanza. La linea giace approssimativamente in corrispondenza della turbopausa, al di sopra della quale i gas atmosferici non sono più ben miscelati tra loro e tendono a stratificarsi in base alla loro densità.

## Il commento di Kármán
Nel capitolo finale della sua autobiografia, Kármán scrive un commento riguardo alla questione sul confine tra atmosfera e spazio, dall'originale:
()

## Definizione
L'atmosfera di un pianeta non finisce bruscamente a una certa altezza, bensì diventa progressivamente sempre più rarefatta e dispersa allontanandosi dalla superficie del corpo celeste. Inoltre, in base a come i vari strati che formano lo spazio intorno alla Terra sono definiti, e al fatto se questi strati vengano considerati parte o meno dell'atmosfera stessa, la definizione di confine tra atmosfera e spazio può variare considerevolmente: se si vogliono considerare, ad esempio, la termosfera e l'esosfera come parte dell'atmosfera e non dello spazio, allora il confine deve essere spostato a un'altezza di almeno 10000 km sopra il livello del mare. La linea di Kármán è quindi una definizione arbitraria basata su una serie di considerazioni fisiche e pratiche (queste ultime dal punto di vista della tecnologia utilizzata).

### Portanza
Un aereo riesce a rimanere in volo a mezz'aria solamente se viaggia costantemente in avanti relativamente all'aria che lo circonda (la velocità in aria non dipende infatti dalla velocità rispetto al suolo), in maniera tale che le ali possano generare portanza. Man mano che l'aria diventa più rarefatta, l'aereo deve compensare ciò aumentando la propria velocità al fine di mantenere la portanza necessaria a rimanere in volo.
La quantità di portanza necessaria al sostentamento dell'aereo, in ogni istante, può essere calcolata tramite l'equazione seguente:
{\displaystyle L={\frac {1}{2}}c_{L}\rho \upsilon ^{2}S}
dove
- L è la portanza
- ρ è la densità dell'aria
- ν è la velocità relativa all'aria
- S è la superficie alare
- cL è il coefficiente di portanza[6]

Come si può vedere, la portanza L è direttamente proporzionale alla densità dell'aria ρ e alla velocità relativa all'aria ν; tutti gli altri fattori sono costanti (S e cL). All'aumentare dell'altitudine la densità diminuisce e quindi è necessario aumentare la velocità dell'aereo al fine di mantenere costante la portanza.

### Velocità orbitale
Un veicolo spaziale può rimanere in orbita nello spazio solo se la sua componente centrifuga del movimento intorno alla Terra è sufficiente a bilanciare la forza gravità che la attira verso il basso. Se questa rallenta, l'attrazione gravitazionale farà gradualmente abbassare la sua altitudine. La velocità che permette alla navicella di rimanere in orbita viene detta velocità orbitale, e varia al variare dell'altezza dell'orbita. La Stazione spaziale internazionale, in orbita bassa attorno alla Terra, possiede una velocità orbitale di circa 27000 km/h, ovvero 7,5 km/s.

### L'inizio dello spazio esterno
Per un aereo che vola sempre più in alto, la rarefazione sempre maggiore dell'aria produce sempre meno portanza, richiedendo quindi sempre maggiore velocità per generare sufficiente spinta aerodinamica per mantenere il velivolo in aria. Proseguendo nella salita, l'aereo raggiungerà a un certo momento un'altitudine tale che dovrà volare talmente veloce da raggiungere la velocità orbitale. La linea di Kármán è proprio l'altitudine dove la velocità necessaria per supportare aerodinamicamente il peso dell'aereo equivale alla velocità orbitale. In pratica, non è più necessario supportare l'intero peso dell'aereo tramite la portanza (e quindi una spinta aerodinamica generata dall'aria) per mantenere l'altitudine in quanto la curvatura stessa della Terra (che diventa significativa a quelle altezze) aggiunge una spinta centrifuga quando l'aereo raggiunge la velocità orbitale.
Sopra i 100 km, la densità dell'aria è circa 1/2200000 la densità della superficie. All'altezza della linea di Kármán, la densità dell'aria ρ è talmente piccola che, per mantenere la portanza:
{\displaystyle L={\frac {1}{2}}c_{L}\rho \upsilon _{0}^{2}S=mg}
dove
- ν0 è la velocità orbitale alla medesima altitudine nel vuoto
- m è la massa dell'aereo
- g è l'accelerazione gravitazionale a quell'altezza (in base alla legge di gravitazione universale)

Nonostante il valore calcolato per la linea non sia esattamente 100 km, Kármán propose di designare proprio un'altezza di 100 km come confine con lo spazio perché il numero intero è più semplice da ricordare; inoltre bisogna tenere in considerazione che l'altezza varia leggermente in base alla variazione di certi parametri. Un comitato internazionale raccomandò la linea dei 100 km alla FAI e, dopo l'adozione, divenne largamente accettata come confine tra l'atmosfera e lo spazio esterno per molti scopi. Tuttavia, non c'è ancora nessuna definizione legale internazionale che definisce in maniera univoca e incontrovertibile la demarcazione tra lo spazio aereo di una nazione e lo spazio esterno (regolato dal trattato sullo spazio extra-atmosferico dell'ONU).
Un altro problema nell'identificare con precisione l'inizio dello spazio è la natura dinamica dell'atmosfera terrestre. Ad esempio, a un'altitudine di 1 000 km, la densità dell'atmosfera può variare di cinque volte in base al periodo della giornata e dell'anno, all'attività della ionosfera e al vento solare.
La FAI utilizza la linea di Kármán per definire la separazione tra aeronautica e astronautica:
- Aeronautica - per gli scopi della FAI, ovvero le attività aeree, inclusi tutti gli sport aerei, entro i 100 chilometri dalla superficie della Terra.
- Astronautica - per gli scopi della FAI, tutte quelle attività effettuate oltre i 100 chilometri sopra la superficie terrestre.

## Alternative alla definizione

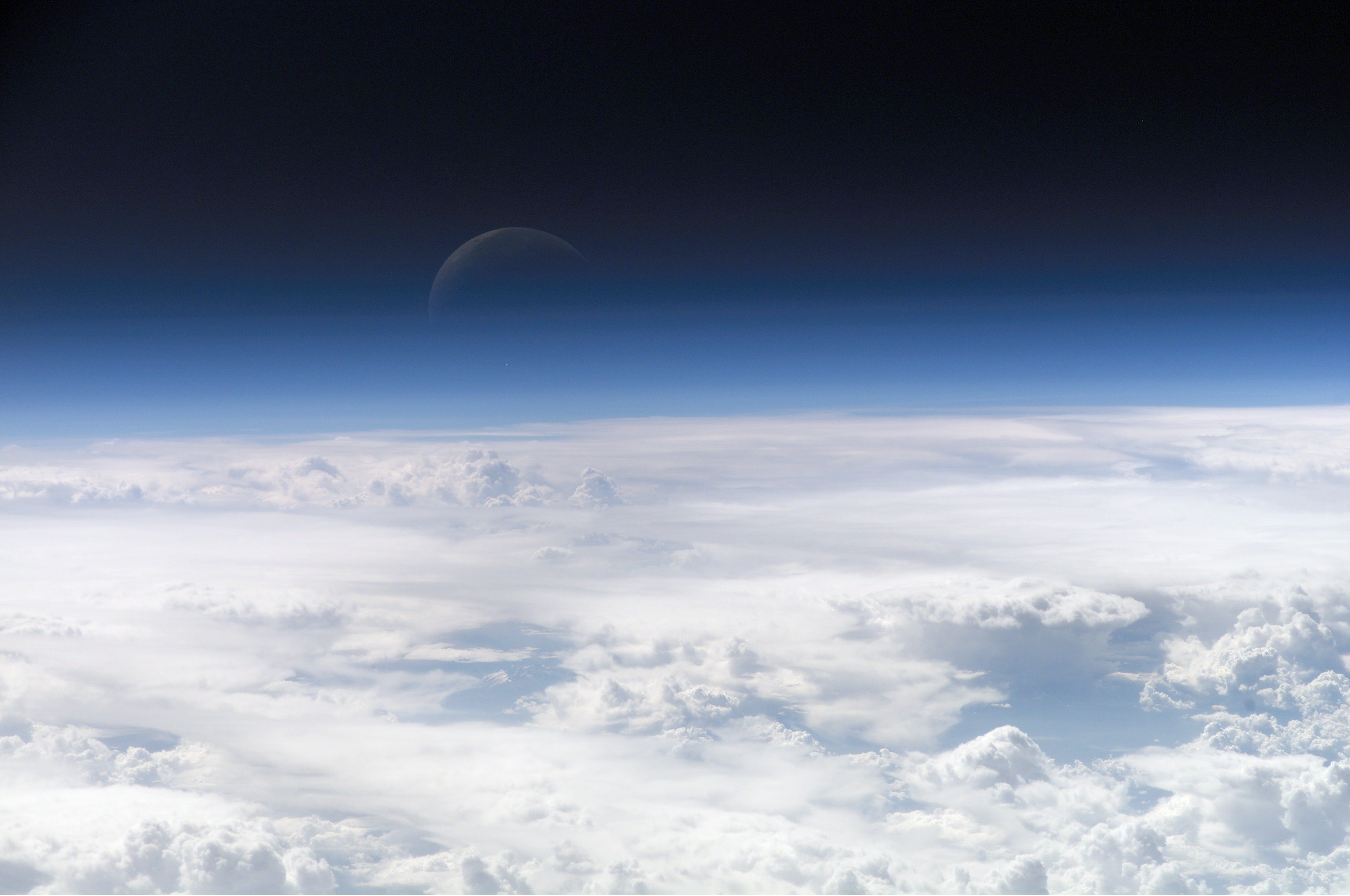
I gas atmosferici diffondono le lunghezze d'onda corrispondenti alla luce blu nel campo del visibile molto più delle lunghezze corrispondenti agli altri colori, dando quindi al bordo visibile della Terra un alone blu. La Luna si vede dietro questo alone. Ad altitudini sempre più elevate, l'atmosfera diventa così rarefatta che essenzialmente cessa di esistere; gradualmente, poi, l'alone atmosferico svanisce nell'oscurità dello spazio.

La U.S. Air Force definisce astronauta una persona che ha volato più di 50 miglia (circa 80 km) sopra il livello del mare, approssimativamente quindi all'altezza della linea di separazione tra mesosfera e termosfera. La NASA utilizza il confine dei 100 km definito dalla FAI. Gli Stati Uniti non definiscono ufficialmente un confine dello spazio.
Nel 2005, tre piloti veterani di X-15 della NASA (John B. McKay, William H. Dana e Joseph Albert Walker) sono stati retroattivamente (due postumi) riconosciuti come astronauti e premiati con le astronaut wings, in quanto hanno volato tra i 90 e i 108 chilometri negli anni 1960; all'epoca non furono riconosciuti come tali.
Un'altra definizione proposta nelle discussioni di legge internazionale definisce il confine tra l'atmosfera e lo spazio come il più basso perigeo ottenibile da un veicolo spaziale orbitante la Terra, senza però specificare alcuna altitudine. A causa dell'attrito atmosferico, la più bassa altitudine alla quale un oggetto in orbita circolare può completare almeno una rivoluzione completa senza propulsione è di circa 150 km, mentre lo stesso oggetto può mantenere un'orbita ellittica con un perigeo basso fino a circa 130 km senza propulsione. Si tenga conto che ad altitudini superiori approssimativamente a 160 km il cielo è completamente nero.